# Namibie aux Jeux olympiques d'été de 2004
La Namibie a envoyé 8 athlètes aux Jeux olympiques d'été de 2004 à Athènes en Grèce. 

## Résultats

### Athlétisme
100 mètres hommes :
- Frankie Fredericks
  - 1er tour : 10 s 12 (1e dans la 1re série, Qualifié, 7e au total) (Record de sa saison)
  - 2e tour : 10 s 17 (4e dans la 1re série, éliminé, 15e au total)

- Christie van Wyk
  - 1er tour : 10 s 49 (5e dans la série 9, éliminé, 48e au total)

200 mètres hommes :
- Frankie Fredericks
  - 1er tour : 20 s 54 (1e dans la 3e série, Qualifié, 8e au total)
  - 2e tour : 20 s 20 (2e dans la 1re série, Qualifié, 3e au total)
  - Demi-finale : 20 s 43 (3e dans la 1re demi-finale, Qualifié, 6e au total)
  - Finale : 20 s 14 (4e au total) (Record de sa saison)

800 mètres femmes :
- Agnes Samaria
  - 1er tour : 2 min 00 s 05 (2e dans la 2e série, Qualifié, 2e au total)
  - Demi-finale : 1 min 59 s 37 (5e dans la 1re demi-finale, éliminée, 8e au total)

Hommes :
| Athlète          | Epreuve    | Séries   | Séries | Quarts de finale | Quarts de finale | Demi-finales | Demi-finales | Finale   | Finale  |
| Athlète          | Epreuve    | Résultat | Rang   | Résultat         | Rang             | Résultat     | Rang         | Résultat | Rang    |
| ---------------- | ---------- | -------- | ------ | ---------------- | ---------------- | ------------ | ------------ | -------- | ------- |
| Frank Fredericks | 100 mètres | 10.12    | 1er    | 10.17            | 4e               | Eliminé      | Eliminé      | Eliminé  | Eliminé |
|                  |            |          |        |                  |                  |              |              |          |         |

### Boxe
Poids mi-mouches (- de 48 kg):
- Joseph Jermia
  - 16e de finale : Bye
  - 8e de finale : Bat Peter Wakefield (Australie) (29 - 20)
  - Quart-de-finale : Perd contre Sergey Kazakov (Russie) (18 - 11)

Poids mouches (- de 51 kg):
- Paulus Ambunda
  - 16e de finale : Bye
  - 8e de finale : Bat Jonny Mendoza (Venezuela) (39 - 19)
  - Quart-de-finale : Perd contre Rustamhodza Rahimov (Allemagne) (15 - 28)

### Cyclisme

#### VTT
Cross-country hommes:
- Mannie Heymans
  - 2:28:28 h (29e place, 13:26 min de retard)

### Tir
Carabine 50 mètres hommes :
- Friedhelm Sack
  - Qualification : 529 points (41e au total, éliminé)

Pistolet à air comprimé 50 mètres hommes :
- Friedhelm Sack
  - Qualification : 572 points (33e au total, éliminé)

### Haltérophilie
Lutte libre hommes (- de 96 kg):
- Nicolaas Jacobs
  - Poule 3
    - Perd contre Rustam Aghayev (Azerbaïdjan) (Tombé; 1:13)
    - Perd contre Islam Bairamukov (Kazakhstan) (1 - 7)

  - 3e de la poule, éliminé (18e au total)

## Officiels
- Président : Agnes Tjongarero
- Secrétaire général :  Daan Nel